# Hot Chocolate
Hot Chocolate es una banda británica de soul, funk y música disco creada en 1969 por Errol Brown, que alcanzó su mayor popularidad durante las décadas de 1970 y 1980. El grupo contó con al menos un éxito cada año entre 1970 y 1984 ambos inclusive, y su mayor éxito "You Sexy Thing" de 1975 alcanzó el Top 10 en tres décadas.

## Historia

### Inicios
Originalmente el grupo fue llamado Hot Chocolate Band por Mavis Smith, que trabajaba para el gabinete de prensa de Apple Corps. Esto fue reducido rápidamente a Hot Chocolate por Mickie Most.
Hot Chocolate comenzó su carrera discográfica haciendo una versión reggae de "Give Peace a Chance" de John Lennon, pero a Brown se le dijo que necesitaba autorización. Se puso en contacto con Apple Records, descubrió que a John Lennon le gustaba su versión y posteriormente el grupo firmó con Apple Records. 
El vínculo fue de corta duración ya que The Beatles estaban empezando a romperse y la conexión de Apple terminó pronto.
En 1970 Hot chocolate, con la ayuda de productor discográfico Mickie Most, comenzó a editar temas que se convirtieron en éxitos como "Love is Life", "Emma", "You Could Have Been a Lady" (un éxito en EE. UU. y Canadá por April Wine) y "I Believe in Love". Todas esas versiones estaban en la discográfica RAK, propiedad de Most. Brown y el bajista Tony Wilson escribieron la mayor parte de su material original y también proporcionaron éxitos para otros artistas. Por ejemplo, "Bet Yer Life I Do" para Herman's Hermits y "Think About Your Children" para Mary Hopkin.
Poco a poco el quinteto asentado en Brixton, Londres comenzó a ser uno de los habituales del UK Singles Chart. Las primeras canciones en conseguirlo fueron "Brother Louie", que contaba con la voz hablada de Alexis Korner como colaborador invitado y "Emma".

### Éxito
En plena era de la música disco a mediados de la década de 1970 Hot Chocolate alcanzó un gran repercusión. Una combinación de altos niveles de producción, el aumento de la confianza del principal equipo de composición formado por Wilson y Brown, así como unas ajustadas armonías les permitieron asegurar éxitos aún mayores como "You Sexy Thing" y "Every 1's a Winner", que también fueron éxitos en Estados Unidos, alcanzando los puestos número 3 (1976) y número 6 (1979) respectivamente. "Every 1's a Winner" contaba con un distintivo riff de guitarra distorsionada interpretado por Harvey Hinsley con la ayuda de un Marshall Time Modulator. Tras la salida de Wilson, para seguir su carrera en solitario que incluyó el álbum de 1976 I Like Your Style, Brown asumió tareas de composición.
En 1977, después de 15 éxitos, por fin llegaron al número uno con "So You Win Again". Era una de las pocas de sus grabaciones que no fue escrita, ni siquiera parcialmente, por Brown. La pista era una composición de Russ Ballard.
La banda llegó a ser uno de los tres únicos artistas musicales que logró tener un éxito en las listas del Reino Unido en cada uno de los años de la década de 1970 (los otros dos son Elvis Presley y Diana Ross).
El grupo llegó a tener al menos un hit, cada año, entre 1970 y 1984. A menudo fueron fustigados o simplemente ignorados por la crítica; y, al margen de sus discos recopilatorios, sus ventas fueron modestas.
Hot Chocolate siguió su andadura hasta bien entrada la década de 1980, y registró otro gran éxito con "It Started With a Kiss" en 1982, que alcanzó el número 5 en el Reino Unido. En total el grupo consiguió colocar 25 sencillos en el UK Top 40. Su sencillo "You Sexy Thing" se convirtió en la única canción que figuró en el Top Ten británico en los años 1970, 1980 y 1990.

### Años posteriores
Su renovado reconocimiento puede atribuirse en parte la aparición de sus canciones en una serie de exitosas películas como la comedia de 1997  The Full Monty y en un anuncio publicitario de loción para el acné en 1989 (con una joven Patsy Palmer).
Desde finales de la década de 1980 en adelante, el grupo experimentó el resurgimiento de su credibilidad. Urge Overkill, PJ Harvey y The Sisters of Mercy introdujeron canciones Hot Chocolate en sus actuaciones en directo, y una versión de "You Sexy Thing" hecha por la banda Cud aparece en Festive 50 de John Peel.
Cuando Hot Chocolate se disolvió en 1986, Errol Brown comenzó su carrera en solitario. Dos de sus sencillos, "Personal Touch" y "Body Rockin'", llegaron a la lista de sencillos del Reino Unido.
En 1992 con la nueva formación (nuevo cantante Greg Bannis). El mánager y agente Ric Martin tomó el control de las reservas y actuaciones en vivo de la banda. Hot Chocolate sigue haciendo apariciones en directo en Reino Unido y resto de Europa.
La duradera popularidad de la banda se confirmó cuando dos recopilatorios llegaron al número uno en el UK Albums Chart (véase más adelante). En el año 2003 Errol Brown recibió la MBE y en 2004 el Premio Ivor Novello por su contribución a la música británica.
"Every 1's a Winner" fue incluida en la película de 2012 Frances Ha.

## Discografía
Nota: Los puestos en las listas corresponden respectivamente a la lista de álbumes del Reino Unido y a la lista de sencillos del Reino Unido.

### Álbumes de estudio
- Cicero Park (US #55) (1974)
- Hot Chocolate (UK #34, US #41) (noviembre de 1975)
- Man to Man (UK #32, US #172) (agosto de 1976)
- Every 1's a Winner (UK #30, US #31) (abril de 1978)
- Going Through the Motions (US #112)(1979)
- Class (1980)
- Mystery (#24) (septiembre de 1982)
- Love Shot (1983)
- Strictly Dance (1993) (cantante: Greg Bannis)

### Álbumes recopilatorios
- XIV Greatest Hits (#6) (noviembre de 1976)
- 20 Hottest Hits (#3) (diciembre de 1979)
- The Very Best of Hot Chocolate (#1) (febrero de 1987)
- Their Greatest Hits (#1) (marzo de 1993)
- Greatest Hits Part Two (enero de 1999)
- Best of the 70's (2000)
- The Essential Collection (2004)
- A's B's & Rarities (2004)
- Hottest Hits (2009) (CD promo proporcionado por el Daily Mail el domingo 25 de enero de 2009)[1][7]

### Sencillos
| Año  | Sencillo                                           | Puestos en las listas | Puestos en las listas | Puestos en las listas | Puestos en las listas | Puestos en las listas | Certificaciones (ventas) |
| Año  | Sencillo                                           | UK                    | NL                    | IRE                   | NZ                    | US                    | Certificaciones (ventas) |
| ---- | -------------------------------------------------- | --------------------- | --------------------- | --------------------- | --------------------- | --------------------- | ------------------------ |
| 1969 | "Give Peace a Chance" (Hot Chocolate Band)         | -                     | -                     | -                     | -                     | -                     |                          |
| 1970 | "Love is Life"                                     | 6                     | -                     | 13                    | -                     | -                     |                          |
| 1971 | "You Could Have Been a Lady"                       | 22                    | -                     | -                     | -                     | -                     |                          |
| 1971 | "I Believe (In Love)"                              | 8                     | -                     | -                     | -                     | -                     |                          |
| 1972 | "Mary-Anne"                                        | -                     | -                     | -                     | -                     | -                     |                          |
| 1972 | "You'll Always Be a Friend"                        | 23                    | -                     | -                     | -                     | -                     |                          |
| 1973 | "Brother Louie"                                    | 7                     | -                     | 19                    | -                     | -                     |                          |
| 1973 | "Rumours"                                          | 44                    | -                     | -                     | -                     | -                     |                          |
| 1974 | "Emma"                                             | 3                     | 2                     | 7                     | -                     | 8                     | - UK: Silver             |
| 1974 | "Changing World"                                   | -                     | -                     | -                     | -                     | -                     |                          |
| 1974 | "Cheri Babe"                                       | 31                    | 10                    | -                     | -                     | -                     |                          |
| 1975 | "Blue Night"                                       | -                     | -                     | -                     | -                     | -                     |                          |
| 1975 | "Disco Queen"                                      | 11                    | -                     | 16                    | -                     | 28                    |                          |
| 1975 | "A Child's Prayer"                                 | 7                     | -                     | 6                     | -                     | -                     |                          |
| 1975 | "You Sexy Thing"                                   | 2                     | 5                     | 4                     | 2                     | 3                     | - UK: Silver - US: Gold  |
| 1976 | "Don't Stop it Now"                                | 11                    | -                     | 12                    | -                     | 42                    |                          |
| 1976 | "Man to Man"                                       | 14                    | -                     | 17                    | -                     | -                     |                          |
| 1976 | "Heaven Is in the Back Seat of My Cadillac"        | 25                    | -                     | 19                    | -                     | -                     |                          |
| 1977 | "So You Win Again"                                 | 1                     | 5                     | 2                     | 8                     | 31                    | - UK: Silver             |
| 1977 | "Put Your Love in Me"                              | 10                    | 20                    | 19                    | -                     | -                     | - UK: Silver             |
| 1978 | "Every 1's a Winner"                               | 12                    | 10                    | 11                    | 7                     | 6                     | - US: Gold               |
| 1978 | "I'll Put You Together Again"                      | 13                    | 14                    | 8                     | 31                    | -                     |                          |
| 1979 | "Mindless Boogie"                                  | 46                    | 46                    | 21                    | -                     | -                     |                          |
| 1979 | "Going Through the Motions"                        | 53                    | 49                    | -                     | 33                    | 53                    |                          |
| 1980 | "No Doubt About It"                                | 2                     | 9                     | 2                     | -                     | -                     | - UK: Silver             |
| 1980 | "Are You Getting Enough of What Makes You Happy"   | 17                    | -                     | 15                    | -                     | 65                    |                          |
| 1980 | "Love Me to Sleep"                                 | 50                    | -                     | -                     | -                     | -                     |                          |
| 1981 | "Gotta Give Up Your Love"                          | -                     | 42                    | -                     | -                     | -                     |                          |
| 1981 | "You'll Never Be So Wrong"                         | 52                    | 15                    | -                     | -                     | -                     |                          |
| 1981 | "I'm Losing You"/"Children of Spacemen"            | -                     | -                     | -                     | -                     | -                     |                          |
| 1982 | "Girl Crazy"                                       | 7                     | 4                     | 11                    | -                     | -                     |                          |
| 1982 | "It Started With a Kiss"                           | 5                     | 7                     | 5                     | 2                     | -                     | - UK: Silver             |
| 1982 | "Chances"                                          | 32                    | -                     | 8                     | -                     | -                     |                          |
| 1983 | "What Kinda Boy You're Lookin' For (Girl)"         | 10                    | 17                    | 4                     | -                     | -                     |                          |
| 1983 | "Tears on the Telephone"                           | 37                    | 18                    | 22                    | -                     | -                     |                          |
| 1983 | "I'm Sorry"                                        | 89                    | -                     | -                     | -                     | -                     |                          |
| 1984 | "I Gave You My Heart (Didn't I)"                   | 13                    | -                     | 12                    | -                     | -                     |                          |
| 1986 | "Heartache No. 9"                                  | 76                    | -                     | -                     | -                     | -                     |                          |
| 1987 | "You Sexy Thing" (Ben Liebrand remix)              | 10                    | 56                    | 8                     | -                     | -                     |                          |
| 1987 | "Every 1's a Winner" (groove Mix)                  | 69                    | 59                    | -                     | -                     | -                     |                          |
| 1987 | "No Doubt About It" (remix)                        | -                     | -                     | -                     | -                     | -                     |                          |
| 1988 | "Heaven Is in the Backseat of My Cadillac" (remix) | -                     | -                     | -                     | -                     | -                     |                          |
| 1988 | "Never Pretend"                                    | -                     | -                     | -                     | -                     | -                     |                          |
| 1993 | "It Started with a Kiss" (reedición)               | 31                    | -                     | -                     | -                     | -                     |                          |
| 1997 | "You Sexy Thing" (reedición)                       | 6                     | -                     | 19                    | -                     | -                     |                          |
| 1998 | "It Started with a Kiss" (segunda reedición)       | 18                    | -                     | -                     | -                     | -                     |                          |

## Integrantes

### Formación actual
- Patrick Olive - percusionista (1968-1986, 1988, 1992–presente), bajista (1975-1986, 1988, 1992–presente)
- Tony Connor - baterista, percusionista (1973-1986, 1988, 1992–presente)
- Harvey Hinsley - guitarrista (1970-1986, 1988, 1992–presente)
- Steve "Beast" Ansell - tecladista, guitarrista (1992–presente)
- Andy Smith - tecladista (1992–presente)
- Kennie Simon - vocalista, tecladista (2010–presente)

### Antiguos miembros
- Errol Brown - vocalista (1968-1986)
- Franklyn De Allie - guitarrista (1968-1970)
- Larry Ferguson - tecladista (1968-1986)
- Tony Wilson - bajista, vocalista (1968-1975)
- Ian King - baterista, percusionista (1970–1973)
- Brian Satterwhite - bajista, vocalista (1973-1975)
- Grant Evelyn - vocalista (1988)
- Derek Lewis - percusionista, vocalista (1975)
- Greg Bannis - vocalista (1992-2010)
- Willy Dowling - tecladista, vocalista (1992-1994)
- Steve Matthews - tecladista, vocalista (1992-1994)

Músicos invitados
- FiL Straughan - vocalista (2000)